# Kedai Durian (Deli Tua)
Kedai Durian is een bestuurslaag in het regentschap Deli Serdang van de provincie Noord-Sumatra, Indonesië. Kedai Durian telt 11.315 inwoners (volkstelling 2010).